# Natrouranospinit
Natrouranospinit (IMA-Symbol Nusp) ist ein selten vorkommendes Mineral aus der Mineralklasse der „Phosphate, Arsenate und Vanadate“ mit der idealisierten chemischen Zusammensetzung Na2(UO2)2(AsO4)2·5H2O und damit chemisch gesehen ein wasserhaltiges Natrium-Uranyl-Arsenat.
Natrouranospinit kristallisiert im tetragonalen Kristallsystem und entwickelt unvollkommene, faserige bis leistenförmige Kristalle bis etwa 2 cm Größe mit einem glasähnlichen Glanz auf den Oberflächen. Er findet sich aber auch in Form von auseinanderstrebenden oder unregelmäßigen Kristall- und Mineral-Aggregaten sowie krustigen Überzügen. Das Mineral ist durchscheinend und von gelbgrüner oder zitronen- bis strohgelber Farbe bei blassgelber Strichfarbe.

## Etymologie und Geschichte
Entdeckt wurde das Mineral erstmals in der Uran-Lagerstätte „Bota-Burum“ im Almaty-Gebiet in Kasachstan. Die Erstbeschreibung erfolgte 1957 durch Je. W. Koptschenowa, K. W. Skworzowa (russisch Е. В. Копченова, К. В. Скворцова, wiss. Transliteration E. V. Kopčenova, K. V. Skvorcova), die das Mineral aufgrund der nahen chemischen Verwandtschaft mit dem Uranospinit und dem dominierenden Kation Natrium als Natrium-Uranospinit (russisch Натриевый Ураноспинит) bezeichneten.
Mit der Gründung der International Mineralogical Association (IMA) 1958 und der endgültigen Festschreibung der Regeln zur Nomenklatur von Mineralnamen 1998 wurden im Laufe der Zeit viele Minerale umbenannt, die diesen Regeln nicht entsprachen. Im Fall von Natrium-Uranospinit wurde die Vorgabe, dass Mineralnamen mit aufgezeigter Verwandtschaftsbeziehung nur aus einem Wort bestehen sollten, umgesetzt und das Mineral 2008 in Natrouranospinit umbenannt. Da die Änderung der Nomenklatur zahlreicher Minerale bereits 2007 in der Publikation „Neue Minerale und Mineralnamen“ angekündigt wurde (IMA 07-C), wird das Mineral seitdem in der „Liste der Minerale und Mineralnamen“ der IMA unter der Summenanerkennung „IMA 2007 s.p.“ (special procedure) geführt.
Das Typmaterial des Minerals wird in der Sammlung des Mineralogischen Museums, benannt nach A. J. Fersman (englisch Fersman Mineralogical Museum, FMM) in Moskau (Russland) unter der Katalog-Nummer 72124-26 aufbewahrt.

## Klassifikation
Bereits in der veralteten 8. Auflage der Mineralsystematik nach Strunz gehörte der Natrouranospinit zur Mineralklasse der „Phosphate, Arsenate und Vanadate“ und dort zur Abteilung der „Wasserhaltige Phosphate, Arsenate und Vanadate mit fremden Anionen“, wo er zusammen mit Autunit, Bassetit, Fritzscheit, Heinrichit, Kahlerit, Kirchheimerit, Nováčekit, Sabugalit, Saléeit, Torbernit (ehemals Uranit), Uramphit, Uranocircit, Uranospathit, Uranospinit und Zeunerit die „Uranit-Reihe“ mit der System-Nr. VII/D.20a bildete.
Im zuletzt 2018 überarbeiteten und aktualisierten Lapis-Mineralienverzeichnis nach Stefan Weiß, das sich aus Rücksicht auf private Sammler und institutionelle Sammlungen noch nach dieser alten Form der Systematik von Karl Hugo Strunz richtet, erhielt das Mineral die System- und Mineral-Nr. VII/E.02-130. In der „Lapis-Systematik“ entspricht dies der Abteilung „Uranyl-Phosphate/Arsenate und Uranyl-Vanadate mit [UO2]2+–[PO4]/[AsO4]3− und [UO2]2+–[V2O8]6−, mit isotypen Vanadaten (Sincositreihe)“, wo Natrouranospinit zusammen mit Abernathyit, Bassetit, Chernikovit, Lehnerit, Meta-Ankoleit, Meta-Autunit, Metaheinrichit, Metakahlerit, Metakirchheimerit, Metalodèvit, Metanatroautunit, Metanováčekit, Metarauchit, Metasaléeit, Metatorbernit, Metauranocircit, Metauranospinit, Metazeunerit, Ulrichit, Uramarsit und Uramphit die „Meta-Autunit-Gruppe“ mit der System-Nr. VII/E.02 bildet.
Die von der IMA zuletzt 2009 aktualisierte 9. Auflage der Strunz’schen Mineralsystematik ordnet den Natrouranospinit in die Abteilung der „Uranylphosphate und Arsenate“ ein. Diese ist weiter unterteilt nach dem Stoffmengenverhältnis vom Uranyl- (UO2) zum Phosphat, Arsenat- bzw. Vanadatkomplex (RO4), so dass das Mineral entsprechend seiner Zusammensetzung in der Unterabteilung „UO2 : RO4 = 1 : 1“ zu finden ist, wo es zusammen mit Abernathyit, Chernikovit, Meta-Ankoleit, Trögerit, Uramarsit und Uramphit die unbenannte Gruppe 8.EB.15 bildet.
Auch die vorwiegend im englischen Sprachraum gebräuchliche Systematik der Minerale nach Dana ordnet den Natrouranospinit in die Klasse der „Phosphate, Arsenate und Vanadate“ und dort in die Abteilung der „Wasserhaltige Phosphate etc.“ ein. Hier ist er als einziges Mitglied in der unbenannten Gruppe 40.02a.06 innerhalb der Unterabteilung „Wasserhaltige Phosphate etc., mit A2+(B2+)2(XO4) × x(H2O), mit (UO2)2+“ zu finden.

## Kristallstruktur
Natrouranospinit kristallisiert in der tetragonalen Raumgruppe P4/nmm (Raumgruppen-Nr. 129) mit den Gitterparametern a = 7,12 Å und c = 8,61 Å sowie einer Formeleinheit pro Elementarzelle.

## Eigenschaften
Das Mineral ist durch seinen Urangehalt von bis zu 49,98 % sehr stark radioaktiv. Unter Berücksichtigung der Mengenanteile der radioaktiven Elemente in der idealisierten Summenformel sowie der Folgezerfälle der natürlichen Zerfallsreihen wird für das Mineral eine spezifische Aktivität von etwa 89,466 kBq/g angegeben (zum Vergleich: natürliches Kalium 0,0312 kBq/g). Der zitierte Wert kann je nach Mineralgehalt und Zusammensetzung der Stufen deutlich abweichen, auch sind selektive An- oder Abreicherungen der radioaktiven Zerfallsprodukte möglich und ändern die Aktivität.
Unter UV-Licht zeigt Natrouranospinit eine leuchtend gelblichgrüne Fluoreszenz, ähnlich der von neonfarbenen Textmarkern.

## Bildung und Fundorte
Natrouranospinit bildet sich sekundär in der Oxidationszone von primären hydrothermalen Lagerstätten mit karbonisierten devonischen Felsit-Porphyr und tuffhaltigen Brekzien. Als Begleitminerale können unter anderem Arsenopyrit, Galenit (auch Bleiglanz), Pyrit und Uraninit (auch Pechblende) auftreten. Durch Verwitterung (Oxidation) entstanden zudem Arseniosiderit, Auripigment, Mansfieldit, Metazeunerit, Realgar, Skorodit und Trögerit.
Natrouranospinit ist das am häufigsten vorkommende sekundäre Uranmineral, das gelegentlich durch Uranophan verdrängt wird.
Als seltene Mineralbildung konnte Natrouranospinit nur an wenigen Orten nachgewiesen werden, wobei weltweit bisher rund 20 Vorkommen dokumentiert sind (Stand 2023). Seine Typlokalität, die Uran-Lagerstätte „Bota-Burum“ im Almaty-Gebiet, ist dabei der bisher einzige bekannte Fundort in Kasachstan.
In Deutschland kennt man das Mineral bisher nur aus dem ehemaligen Uranerz-Tagebau Ellweiler im Landkreis Birkenfeld und einer Uran-Prospektion bei Schweisweiler im Donnersbergkreis.
Weitere Fundorte liegen unter anderem in Argentinien, Frankreich, im Iran, Italien, Mexiko, Polen, Russland, Spanien, Tschechien und den Vereinigten Staaten (Colorado, Utah).

## Vorsichtsmaßnahmen
Aufgrund der starken Radioaktivität des Minerals sollten Mineralproben nur in staub- und strahlungsdichten Behältern, vor allem aber niemals in Wohn-, Schlaf- und Arbeitsräumen aufbewahrt werden. Ebenso sollte eine Aufnahme in den Körper (Inkorporation, Ingestion) auf jeden Fall verhindert und zur Sicherheit direkter Körperkontakt vermieden sowie beim Umgang mit dem Mineral Mundschutz und Handschuhe getragen werden.